# Académie d'administration publique (Azerbaïdjan)
Pour les articles homonymes, voir Académie d'administration publique.
L'Académie d'administration publique sous la présidence de la République d'Azerbaïdjan, ou simplement l'Académie d'administration publique, est une institution publique pour les études de premier cycle et de troisième cycle à Bakou, en Azerbaïdjan. Il sert également de centre de formation en offrant des cours de courte et de longue durée aux fonctionnaires afin d'améliorer leur professionnalisme. Les admissions sont d'environ 250 étudiants de premier cycle et 50 diplômés par an.
Il a été créé par un décret présidentiel du 3 janvier 1999, sous le nom d '"Institut d'administration sociale et de science politique de Bakou".
L'Académie de l'administration publique a été accréditée par le Ministère de l'éducation de l'Azerbaïdjan et a obtenu le droit de fournir à ses étudiants des certificats d'études supérieures (diplômes) reconnus. Les cours que l'Académie propose aux étudiants de premier cycle sont les suivants:
- Sciences politiques
- Loi
- Relations internationales
- La gestion
- Administration d'État et municipale
- Économie
- Sciences informatiques
- Planification et administration du développement durable[1]

et les cours offerts aux étudiants de troisième cycle sont:
- Sécurité nationale et stratégie politique
- Relations internationales et diplomatie
- Loi d'état[1]